# Alain Louvier
Alain Louvier (Parijs, 13 september 1945) is een Frans componist, muziekpedagoog en dirigent.

## Levensloop
Louvier studeerde van 1953 tot 1967 aan het Conservatoire à rayonnement régional de Boulogne-Billancourt bij Marcel Landowski en van 1967 tot 1970 aan het Conservatoire national supérieur de musique in Parijs bij Manuel Rosenthal, Norbert Dufourcq, Henriette Puig-Roget, Olivier Messiaen, Tony Aubin en Robert Veyron-Lacroix en behaalde negen 1e prijzen. In 1968 was hij de laatste winner van de Prix de Rome met zijn cantate Folie et mort d’Ophélie. Daarmee verbonden was een beurs voor een 3-jarig verblijf in de Villa Medici in Rome. Na zijn terugkomst werd hij nog met verdere prijzen bekroond zoals de Prix Arthur Honegger (1975), de Prix Paul Gilson (1981) en de Prix George Enescu door de Franse Auteursrechtsmaatschappij Société des Auteurs, Compositeurs et Éditeurs de Musique (SACEM).
Van 1972 tot 1986 was hij directeur van het Conservatoire à rayonnement régional de Boulogne-Billancourt en zijn directeurschap was gekenmerkt door een onderwijsvernieuwing en een opmerkelijke opdracht aan rond 50 componisten voor korte nieuwe werken voor zijn muziekstudenten. Van 1986 tot 1991 was hij directeur van het Conservatoire national supérieur de musique in Parijs. Van 1991 tot 2009 doceert hij muziekanalyse en orkestratie aan dit conservatorium. In mei 2009 werd hij opnieuw directeur van het Conservatoire à rayonnement régional de Boulogne-Billancourt.
Als dirigent leidde hij vanaf 1971 vele uitvoeringen (premières) van nieuwe muziek. Vooral met het Ensemble de l’Itinéraire voerde hij werken uit van Karlheinz Stockhausen, Giacinto Scelsi, Gérard Grisey, Michaël Levinas, Roger Tessier, Aurèle Stroë, Tristan Murail, Thierry Blondeau, Fabio Campana, Bruno Mantovani en Régis Campo.
Ook als componist is hij opmerkelijke wegen gegaan. Hij schreef met een zeer persoonlijk gebarenspel bijvoorbeeld voor toetseninstrumenten (Études pour Agresseurs, Agrexandrins). Zijn werktitels verraden ook zijn interesse aan de muzikale uitwerking van geometrische figuren of numerieke sequenties (Hommage à Gauss, 9 Carrés pour 4 flûtes, Chant des Aires, l’Isola dei Numeri) en opent ook nieuwe perspectieven door de invoering van de modaliteit in de wereld van microtonale nuances (kwarttonen) (le Clavecin non Tempéré, Suite en Do, Anneaux de Lumière, « S »).

## Composities

### Werken voor orkest
- 1969 Chant des Limbes, voor orkest
- 1973 Trois Pièces Faciles, voor jeugd- of schoolorkest
- 1974 Trois Atmosphères, voor orkest
  1. Méthane
  2. Azote
  3. Hélium
- 1977 Suite en Do, voor orkest
  1. Prélude
  2. Lude
  3. Postlude
- 1982 Concerto pour orchestres
- 1987 Tutti, voor jeugdorkest
- 1993 Itinéraires d’Outre-Rêve, voor piano en 17 instrumenten
- 1996 Concert, voor altviool en orkest
- 1998 Météores, voor 2 piano's en orkest
- 2007 Etudes pour Agresseurs (Livre 7), voor piano, klavecimbel, orgel en orkest

### Werken voor harmonieorkest
- 2006 Archimède, voor harmonieorkest
- Concert, voor harp, piano, celesta en harmonieorkest

### Missen en andere kerkmuziek
- 1978 Messe des Apôtres, voor 12 mannenstemmen, kinderkoor, orgel en slagwerk
- 1994 Missa de Angelis, voor 18 zangstemmen, 2 hoorns en slagwerk

### Muziektheater

#### Toneelmuziek
- 1971 Sept Caractères, d’après La Bruyère, voor piano en 13 instrumenten
- 1976 Casta Diva, muzikaal en choreografisch spektakel

### Vocale muziek

#### Cantates
- 1967 « Voyageur, où t’en vas-tu ? », voor sopraan, mezzosopraan, bas en orkest - tekst: Rabindranath Tagore
- 1968 « Folie et mort d’Ophélie », cantate voor sopraan, bariton en orkest - tekst: William Shakespeare

#### Werken voor koor
- 1981 Et Dieu créa l’Enfant, voor kinderkoor en strijksextet
- 1986 Musique de Neige, voor kinderkoor, 8 dwarsfluiten, cello en 2 slagwerkers
- 1990 Atomes de Requiem, voor gemengd koor en piano met een 16-tonig octaaf-systeem
- 1999 Une cloche de feu rose dans les nuages, voor 11 zangstemmen en piano

#### Liederen
- 1968 Quatre Poèmes de Mallarmé, voor sopraan, spreker en orkest
  1. Cantique de Saint Jean
  2. Sainte
  3. Au seul souci de voyager...
  4. Ses purs ongles très haut dédiant leur onyx...
- 1976 Canto di Natale voor zangstem en 12 instrumenten
- 1984 Poèmes de Ronsard, voor zangstem en kamerorkest
- 2001 Lagunes et Lucanes, voor zangstem, sopraansaxofoon (ook baritonsaxofoon) en piano - tekst: van de componist

### Kamermuziek
- 1965 Cinq Pièces, voor koperkwintet
- 1972 An de Grâce 1947, voor 3 blokfluiten
- 1972 Cromagnon, voor tuba en celesta
- 1974 Cinq Portraits et une Image, voor hobo, klarinet, fagot en altsaxofoon
- 1975 Hydre à 5 têtes, voor piano en klarinet (of fagot of hoorn of altsaxofoon of trombone)
- 1976 Deux Brèves et une Longue, voor cello solo en 16 celli
- 1976 Qu’est devenu ce bel œil ?, voor dwarsfluit (of hobo) en bandrecorder
- 1977 Raga, voor cello (of Ondes Martenot) en bandrecorder
- 1981 Cinq Ephémères, voor sopraansaxofoon (of klarinet) en piano
- 1981 Sempre piu alto, voor altviool en piano
- 1984 Trois Nuits en Trio, voor klarinet, cello en piano
- 1986 Envols d’écailles, voor dwarsfluit, altviool en harp
- 1988 Chant des Aires, voor dwarsfluit solo en fluitkoor
- 1991 Eclipse, voor dwarsfluit, viool, altviool en cello
- 1994 Clamavi, voor cello en slagwerk
- 1994 Le Zoo de Noé, voor dwarsfluit (ook piccolo), hobo (ook althobo), klarinet, trompet, hoorn, tuba, harp, viool, altviool, cello, piano en 2 slagwerkers
- 1995 Janus et Moebius, voor 2 klarinetten
- 1995-1999 Strijkkwartet
- 1995 Un Gamelan à Paris, voor gamelan, slagwerk, synthesizer en bandrecorder
- 2000 Nuit de feu, rumeur d’espace, voor viool, altviool, cello, contrabas en piano
- 2001 Diurne, voor 2 klarinetten en basklarinet
- 2003 Heptagone, voor dwarsfluit, klarinet, viool, altviool, cello, piano en harp
- 2004 Herbies 1, voor 2 tot 4 dwarsfluiten
- 2005 Herbier 2, voor harp, gitaar en mandolines
- 2009 Bach, Bachelios, voor dwarsfluit, viool, altviool en cello
- 2010 Quatre Bagatelles sur le nom de Haydn, voor strijkkwartet

### Werken voor orgel
- 1983 Etudes pour Agresseurs (Livre 6)
- 1984  Quatre Alléluias
- 2010 Organo di Luce

### Werken voor piano
- 1964 Etudes pour Agresseurs (Livre 1)
- 1964 Thème et variations
- 1966 Sonate, voor 2 piano's
- 1967 Etudes pour Agresseurs (Livre 2)
- 1967-1972 Etudes pour Agresseurs (Livre 4), voor 2 piano's
- 1972 Etude 37 pour 8 Agresseurs
- 1972 Etude 38 pour 16 Agresseurs Apprivoisés
- 1975 Trois Gymnopédies Automatiques
- 1981 Agrexandrins (Livre 1)
- 1983 Anneaux de Lumière, voor 2 kwarttoonpiano's
- 1991 l’Isola dei Numeri
- 1995 La Dormeuse et les Oiseaux de Nuit
- 1997 Triangle, voor piano vierhandig
- 1999 « S », voor piano en 1 kwarttoonpiano
- 2006 Dextres
- Agrexandrins (Livre 2)
- Agrexandrins (Livre 3)

### Werken voor klavecimbel
- 1969 Etudes pour Agresseurs (Livre 3)
- 1972 Etudes pour Agresseurs (Livre 5)
- 1973-1978 Le Clavecin Non Tempéré
- 1976 Etudes pour Agresseurs (Livre 3 bis)
- 1987-1993 Livre pour Virginal

### Werken voor celesta
- 2011 Études pour Agresseurs (Livre 8)

### Werken voor harp
- 1973 Chimère
- 1980 Joutes, voor 2 harpen
- 2009 L’Harpenteur étrange

### Werken voor slagwerk
- 1970 Duel, voor 2 tot 5 slagwerkers
- 1970 Shima, voor 6 slagwerkers[1]
- 1972 Candrakala, voor 6 slagwerkers